# Malai

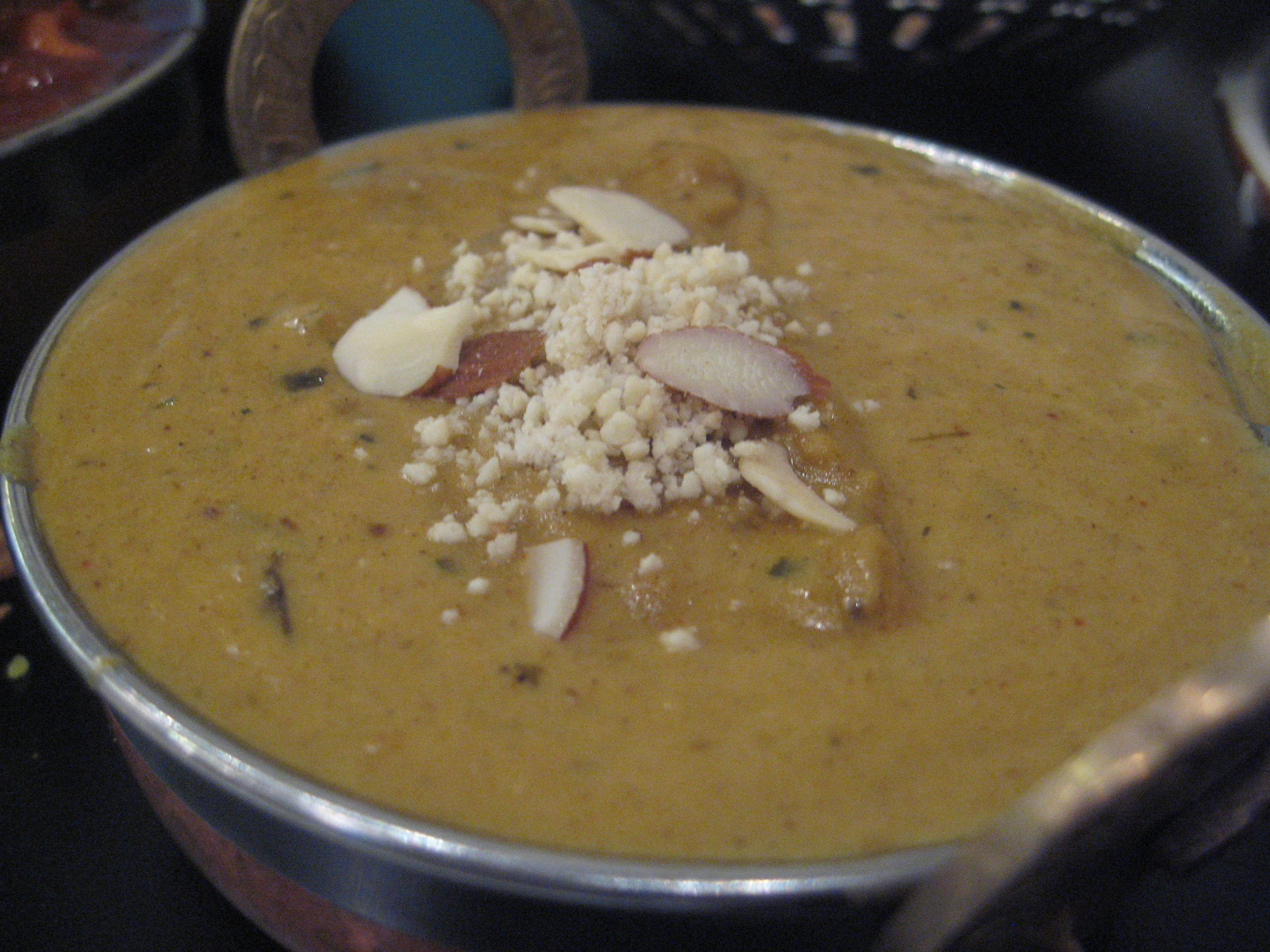
Malai.

Malai es un término del Asia del Sur para la crema espesa o crema de Devonshire. Es preparada calentando leche entera no homogeneizada cerca de 80 °C (180 °F) durante aproximadamente una hora y luego dejando que se enfríe. Una gruesa capa amarillenta de grasa y proteínas coaguladas quedan en la superficie, lo que es desnatado. El proceso es usualmente repetido para remover parte de la grasa. El malai tiene cerca de un 50% de grasa. La leche de búfalo se cree que es mejor para hacer malai por su alto contenido de grasas.
El malai es utilizado en recetas como albóndigas Malai Kofta y el dulce Malai Kulfi.